# Ambrose (Dakota del Nord)
Ambrose és una població dels Estats Units a l'estat de Dakota del Nord. Segons el cens del 2000 tenia 23 habitants.

## Demografia
Segons el cens del 2000, Ambrose tenia 23 habitants, 13 habitatges, i 5 famílies. La densitat de població era de 8,3 hab./km².
Dels 13 habitatges en un 15,4% hi vivien nens de menys de 18 anys, en un 23,1% hi vivien parelles casades, en un 15,4% dones solteres, i en un 61,5% no eren unitats familiars. En el 61,5% dels habitatges hi vivien persones soles el 7,7% de les quals corresponia a persones de 65 anys o més que vivien soles. El nombre mitjà de persones vivint en cada habitatge era d'1,77 i el nombre mitjà de persones que vivien en cada família era de 3.
Per edats la població es repartia de la següent manera: un 21,7% tenia menys de 18 anys, un 4,3% entre 18 i 24, un 17,4% entre 25 i 44, un 39,1% de 45 a 60 i un 17,4% 65 anys o més.
L'edat mediana era de 46 anys. Per cada 100 dones de 18 o més anys hi havia 157,1 homes.
La renda mediana per habitatge era de 56.250 $ i la renda mediana per família de 75.138 $. Els homes tenien una renda mediana de 55.417 $ mentre que les dones 8.750 $. La renda per capita de la població era de 19.679 $. Cap de les famílies i el 15,8% de la població estaven per davall del llindar de pobresa.

## Poblacions més properes
El següent diagrama mostra les poblacions més properes.